# TV Schluttenbach
Der TV 1913 Schluttenbach (Turnverein 1913 Schluttenbach e. V.) ist ein Mehrspartensportverein im Ettlinger Stadtteil Schluttenbach, der im Faustball erfolgreich war und überregionale Veranstaltungen ausrichtete.

## Geschichte
Der TV 1913 Schluttenbach wurde am 28. Mai 1913 im Gasthaus „Linde“ durch 29 Turnfreunde gegründet. Bereits 1914 wurde das erste Turnfest ausgerichtet. Die Fahnenweihe beim 10-jährigen Stiftungsfest vom 23. bis 26. Juni 1923 war ein früher Höhepunkt des Vereinslebens. 1938 erfolgte die unmissverständliche Aufforderung, dem Reichsbund für Leibesübungen beizutreten. 1939 kam die Vereinstätigkeit zum Erliegen und wurde erst am 12. Januar 1947 wieder aufgenommen. 1953 kamen erste Überlegungen zu einem eigenen Sportplatz auf, zumal der Turnkreis einen Zuschuss in Aussicht stellte. Im Jahr 1955 wurde ein Kleinbus zur Fahrt der Turner in eine Halle in Bruchhausen gemietet und mit dem Faustballspiel begonnen.
Die Satzung stammt vom 27. Oktober 2015.

## Abteilungen
Der Verein besteht aus Abteilungen für Faustball, Tischtennis, Volleyball, Nordic Walking, Gymnastik, Yoga und Turnen. In den folgenden Abteilungen wird Wettkampfsport betrieben.

### Faustball
Nach den ersten unkoordinierten Anfängen im Jahr 1955 gab es ab 1961 unter der Leitung von Horst Bär regelmäßiges Training und ab 1962 Wettkampfsport in der Faustball-Verbandsrunde. 1969 gelang der Aufstieg in die Landesklasse und ab 1973 startete das Team in der Regionalliga Süd, der damals zweithöchsten Spielklasse in Deutschland. Von 1975 bis 1986 – mit einjähriger Unterbrechung 1979 – wurde in der Bundesliga Süd angetreten.  1977 gelang mit dem Gewinn des Europa-Pokals, dem Vorgänger des EFA European Cup der Männer, der größte Triumph der Aktiven. Die Seniorenmannschaft konnte 1991 (M 30) und 1997 (M 40) deutsche Meistertitel erringen sowie 2020 beim Heimturnier hinter TSV Bayer 04 Leverkusen den dritten Platz belegen.
Zur Einweihung des neuen, von der Stadt Ettlingen gebauten, Sportplatzes kam es am 20. August 1976 zu einem Testspiel des TV gegen die deutsche Nationalmannschaft vor der Weltmeisterschaft in Brasilien. Beim 15. Internationalen Faustballturnier vom 26. bis 29. Juli 1985 nahm die Brasilianische Nationalmannschaft teil. Deutsche Seniorenmeisterschaften wurden 2014 (Halle), 2017 (Feld) und 2020 (Halle) ausgerichtet.

### Tischtennis
Die 1971 gegründete Abteilung startet mit ihren Herren in der Saison 2019/20 in der Kreisliga Staffel 2.

## Sportstätten

### Sportplatz
1955 wurde das bereits 1953 angebotene Gelände im Gewann Richt erworben und am 2. November 1956 erfolgten die ersten Arbeiten. Im Rahmen der Sportplatzeinweihung vom 2. bis 4. Juli 1960 wurde zum ersten Mal ein Faustballturnier abgehalten.

### Sporthalle
Seit 1970 eröffnet die Schulturnhalle dem Verein zunehmend sportliche Aktivitäten wie beispielsweise eine Frauen- und Mädchen-Gymnastikgruppe.